# 杜黄裳
杜 黄裳（と こうしょう、738年 - 808年）は、唐代の官僚・政治家。字は遵素。本貫は京兆府万年県。

## 経歴
進士と宏辞科に及第した。杜鴻漸に人物を認められ重んじられた。朔方節度使の郭子儀の下で従事をつとめた。郭子儀が入朝すると、黄裳は朔方の留守の事務をつかさどった。邠州の将の李懐光が監軍とともに郭子儀に取って代わろうと陰謀を巡らし、偽の詔書を作って、大将の温儒雅らを殺そうとした。黄裳はその偽物であることを弁証し、李懐光に告げると、李懐光は汗を流して罪に服した。朔方の諸将の中に妄動を抑えられない者がいると、黄裳は郭子儀の命と偽ってこれを追放し、反乱を防いだ。建中4年（783年）、司封郎中から給事中となった。貞元5年（789年）、河南尹として出向した。
後に入朝して侍御史となったが、裴延齢に憎まれて、10年のあいだ官を異動しなかった。貞元末年、黄裳は太子賓客となり、韋曲に住んだ。太常寺卿に転じた。王叔文が政権に入ると、黄裳はかれに近づこうとしなかった。黄裳は宰相の韋執誼に百官を率いて皇太子の監国を求めるよう勧めた。韋執誼が禁中のことに口出しするなと反発したため、黄裳は激怒して衣を払って退出した。皇太子の李純が国政を代行すると、黄裳は門下侍郎・同中書門下平章事（宰相）に昇った。
邠州節度使の韓全義が討伐の任にあって功績がなかったため、黄裳は上奏してかれを罷免させた。元和元年（806年）、西川節度副使の劉闢が乱を起こすと、朝廷での議論の多くは、剣南が険固な地であることから、討伐の兵を起こすのは宜しくないと主張した。黄裳はひとり討伐を強く求めたので、憲宗（李純）はこれに従った。さらに宦官を監軍としないよう求め、高崇文に委ねて監軍とした。黄裳が自ら軍の進退を指図して、高崇文は劉闢の乱を鎮圧することができた。
後に憲宗が藩鎮の任免について黄裳に諮問すると、黄裳は徳宗のときの河朔三鎮の乱以来、藩鎮の任免は一時しのぎのものとなっていたことから、法律制度によって諸侯を整理するよう上奏した。元和2年（807年）1月、検校司空・同平章事となり、河中尹・河中晋絳等州節度使を兼ねた。8月、邠国公に封じられた。元和3年（808年）9月、河中府で死去した。享年は71。司徒の位を追贈された。諡は宣献といった。

## 子女
- 杜載（長慶年間に太僕寺少卿となり、御史中丞を兼ね、吐蕃への使節をつとめた[10][11]）
- 杜勝（字は斌卿、進士及第、給事中、戸部侍郎・判度支、天平軍節度使[10][11]）

## 伝記資料
- 『旧唐書』巻147 列伝第97
- 『新唐書』巻169 列伝第94